# 彭维纳
彭维纳（昵称彭彭），广州人，前广东广播电视台、d100主持。现居日本。

## 个人介绍
2009年，彭在南方经视脱口秀节目《马后炮》主持人马志海的推荐下来到南方电视台，主持南方卫视新开播的新闻评论节目《今日最新闻》。彭说话幽默耿直，常以率直、強硬及诙谐的语言评论时事，因其节目新闻内容贴近民生，评论内容反映民意，受到广东观众的欢迎，被称为“广东三大名嘴”之一，常常被民众和前广州台《新闻日日睇》主持陈扬比较。
其在2011年7月温州铁路列车追尾事故新闻节目中痛批铁道部的片段曾被香港电台《头条新闻》、《太阳报》及《苹果日报》引用；同年10月，因记者采访被街道的“临时工”追打，彭在節目中憤而将街道给的通稿當場扔走并激动地发表了保护记者权益为主旨的演说。
除今日最新闻的主持工作外，亦在香港网络电台d100主持节目至2015年。2020年3月28日，彭在个人公众号上宣布辞职，将在同年4月1日起离开广东广播电视台，后移居日本。

## 曾主持节目
- 广东广播电视台南方卫视
  - 今日最新闻
- 广东广播电视台文体广播
  - 彭彭声
  - 讲笑咁讲
- d100
  - Sunday 仨仁行
  - 棟擦新聞
  - 龍鳳大茶樓
  - 西關易笑